# Antonio Martins Anibelli
Antonio Martins Anibelli (Clevelândia, 14 de novembro de 1943) é um político brasileiro.
É filho do também político Antonio Annibelli e de Jacira Martins Annibelli. Casado com Yara Maria Baggio Annibelli, tem quatro filhos: Isabella, Mariana, André e o deputado Antônio Anibelli Neto.
Bacharel em Direito pela Faculdade de Direito de Curitiba, formado em 1968, foi um dos fundadores do MDB no Paraná.
Em 1974 é eleito deputado federal, reelegendo-se em 1978. Em 1982 foi eleito deputado estadual reeleito em 1986, 1990, 1994, 1998.